# Choszczno
Choszczno (udtale: [ˈxɔʂt͡ʂnɔ]; tysk: Arnswalde) er en by i den sydlige del af voivodskabet Vestpommern i den nordvestlige del af Polen. Byen har 14.399(2021) indbyggere og et areal på 	9,58 km², og er administrationsby i powiatet Choszczno.
Byen ligger i et sumpet distrikt mellem floden Stobnica og Klukom-søen, 32 km sydøst for Stargard og på jernbanehovedlinjen mellem Szczecin og Poznań. Udover gotisk kirke er der en række historiske bygninger fra det 19. århundredes industriperiode, nemlig et forgasningsanlæg og et vandtrykstårn, der dominerer byens skyline.
Byen blev hårdt ramt af Anden Verdenskrig: 80 % af dens bygninger blev beskadiget eller ødelagt. Byen blev genopbygget og er nu et centrum for lokalstyret i gmina Choszczno (kommunen). På grund af sit mikroklima er byen blevet et rehabiliteringscenter, og søerne har gjort det til en turistdestination for vandsport. Det er også blevet en populær destination for golf, da det er hjemsted for Modry Las, en toprangeret europæisk golfbane.

## Historie
Området med det moderne Choszczno var beboet tilbage til det 5. århundrede f.Kr. eller før. Der boede germanske folkeslag i området omkring år 1 e.Kr., og senest i det 7. århundrede blev det bosat af slaviske folkeslag. En defensiv gród og højst sandsynligt en handelsstation var på stedet for det moderne Choszczno. I årene 963-967 indlemmet den polske hersker Mieszko 1. af Polen området i Piast-slægtens Polen, men fordi det lå på grænsen til Polen, blev båndene med de polske hertugers centrale myndighed, mod slutningen af det 11. århundrede, løsere. Kontrol over de polske herskere over Choszczno-området blev genetableret i 1122 af Bolesław 3. Wrymouth. Efter hans død og den deraf følgende feudale fragmentering af Polen blandt hans efterkommere, overgik regionen til Mieszko 3. den Gamle i Hertugdømmet Storpolen. Under Wrymouth var regionen blevet inkluderet under de Storpolske kastellaner i Drzeń (Drezdenko) og Santok, 